# Balkan Beat Box

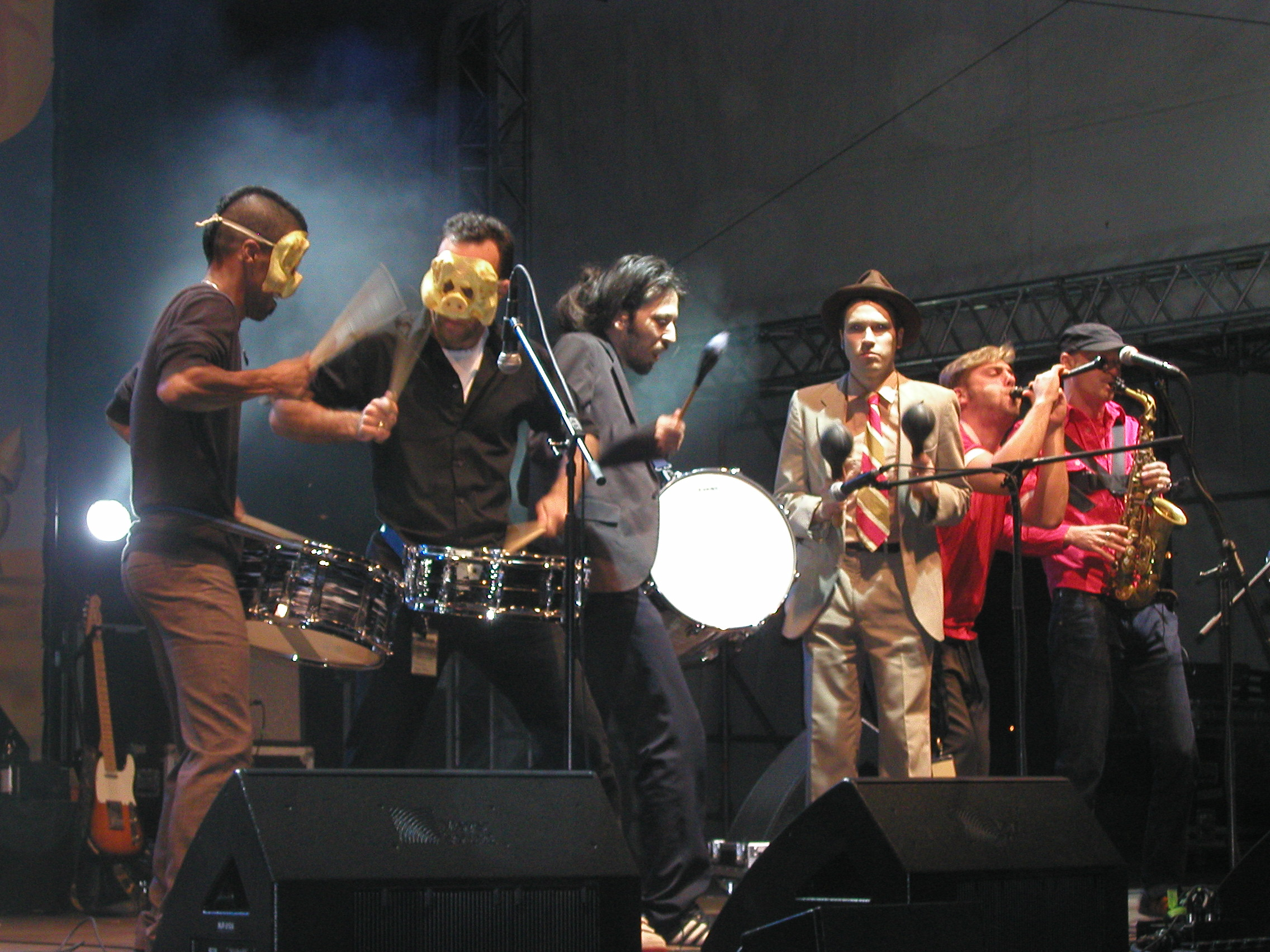
Balkan Beat Box auf dem TFF Rudolstadt 2007

Balkan Beat Box ist eine Weltmusikgruppe, die von Ori Kaplan, Tamir Muskat und Tomer Yosef gegründet wurde.

## Geschichte und Stil
Die Mitgründer Ori Kaplan und Tamir Muskat sind beide in Israel aufgewachsen, trafen sich jedoch erstmals in Brooklyn. Beide sind mit Musik groß geworden. Kaplan war ein Klezmerklarinettist und spielte unter anderem bei Gogol Bordello, während Muskat Schlagzeuger einer Punkband gewesen ist. Die beiden entwickelten einen sehr eigenen Stil, indem sie die musikalischen Klänge von jüdischem Klezmer, Klängen des Mittelmeer- und Balkanraums mit Hip-Hop- und Dancehallbeats kombinierten. Die Gruppe ist stark beeinflusst von jamaikanischem Dub, wobei sich auch andere Einflüsse in ihrer musikalischen Mischform befinden. Die Ziele von Balkan Beat Box waren es, alte und traditionelle musikalische Traditionen mit denen des Hiphops zu verschmelzen, um eine neue Musikform zu erstellen, mit der man die Besucher von Clubs oder Diskotheken ansprechen kann. Balkan Beat Box verstehen ihre Musik als Versuch, Frieden und Völkerverständigung zu unterstützen.
Das erste Album Balkan Beat Box wurde 2005 bei Shantels Essay Recordings veröffentlicht. Im Dezember 2006 wurde Tomer Yosef Frontman der Band. Im Jahr 2007 folgte das zweite Album mit dem Titel Nu-Med. Die Alben Balkan Beat Box sowie Nu-Med erhielten weltweit Aufmerksamkeit. Während das erste Album sich mehr auf mediterrane Klänge konzentriert, beinhaltet das zweite Album mehr arabische und spanische Einflüsse.
2008 wurde die Band für die BBC Radio 3 Awards for World Music in der Kategorie Newcomer nominiert.
Die Band nennt Boban Marković, Rachid Taha, Fanfare Ciocărlia, Manu Chao und Charlie Parker als Einflussgeber ihrer Musik.
Über Uri Kinrot und Tomer Yosef bestehen auch Beziehungen zur israelischen Klezmer-Rockband Boom Pam, die – wie Balkan Beat Box bei ihrem ersten Album – ebenso bei Essay Recordings in Frankfurt am Main veröffentlichen.

## Samplings
Der Song Bulgarian Chicks wurde im Frühjahr 2013 von Mac Miller in dem von Diplo produzierten Track Goosebumpz und später auch in Sis: Trumpet gesampelt.
Im August 2013 wurde der Song Hermetico von Jason Derulo in seinem internationalen Hit Talk Dirty gesampelt.
2014 verwendete das norwegische Comedy-Duo Ylvis den Song Adir Adirim aus dem gleichnamigen Album der Band für den Track Mr. Toot, der sein Debüt in der vierten Staffel ihrer Show I kveld med Ylvis hatte.

## Diskografie

### Alben
- 2005: Balkan Beat Box
- 2007: Nu Med
- 2010: Blue Eyed Black Boy
- 2012: Give
- 2016: Shout It Out
- 2024: Wild Wonder

### Remix-Alben
- 2008: Nu Made (Remixes & Videos)

### EPs
- 2022: הופעות במפעל הפיס (Live)

### Singles (Auswahl)
| - 2005: Bulgarian Chicks (mit Vlada Tomova & Kristin Espeland) - 2005: Adir Adirim (mit Victoria Hanna) - 2005: Sunday Arak (mit Dana Leong) - 2005: Cha Cha - 2007: Hermetico - 2007: Habibi Min Zaman - 2007: Joro Boro - 2010: Dancing With The Moon - 2010: Move It - 2010: Balcumbia | - 2011: Part Of The Glory - 2016: I Trusted You - 2016: Chin Chin - 2016: Kum Kum (mit A-WA) - 2016: Just The Same - 2016: The Fix - Remix (mit Nelly & Jeremih) - 2017: Química - Dance With Me (mit Bomba Estéreo) - 2018: לובסטר (mit Berry Sakharof) - 2019: Nothing Breaks Like a Heart - 2021: Long Time Coming - 2025: African Coast (mit Trinidad James) |